# Sergei Makarov (cầu thủ bóng đá, sinh 1996)
Sergei Vasilyevich Makarov (tiếng Nga: Сергей Васильевич Макаров; sinh ngày 3 tháng 10 năm 1996) là một cầu thủ bóng đá người Nga. Anh thi đấu cho FC SKA-Khabarovsk ở vị trí tiền vệ phòng ngự hay tiền vệ trung tâm.

## Sự nghiệp câu lạc bộ
Trong suốt mùa giải 2016–2017 anh thi đấu cho Minsk. Mùa hè năm 2017 anh chuyển đến câu lạc bộ Síp Anorthosis, nhưng chỉ thi đấu cho đội U-21, không ra sân trận nào cho đội chính. Vào ngày 14 tháng 1 năm 2018 anh ký bản hợp đồng 1 năm cùng với FC SKA-Khabarovsk.

## Quốc tế
Anh giành chức vô địch Giải vô địch bóng đá U-17 châu Âu 2013 cùng với Đội tuyển bóng đá U-17 quốc gia Nga, với việc anh cũng tham dự Giải vô địch bóng đá U-17 thế giới 2013. Anh cũng tham dự Giải bóng đá U-19 vô địch châu Âu 2015, khi Đội tuyển bóng đá U-19 quốc gia Nga đoạt danh hiệu á quân.

## Thống kê sự nghiệp
Tính đến 4 tháng 3 năm 2018
| Câu lạc bộ           | Mùa giải            | Giải vô địch                    | Giải vô địch | Giải vô địch | Cúp     | Cúp       | Châu lục | Châu lục  | Tổng cộng | Tổng cộng |
| Câu lạc bộ           | Mùa giải            | Hạng đấu                        | Số trận      | Bàn thắng    | Số trận | Bàn thắng | Số trận  | Bàn thắng | Số trận   | Bàn thắng |
| -------------------- | ------------------- | ------------------------------- | ------------ | ------------ | ------- | --------- | -------- | --------- | --------- | --------- |
| Lokomotiv Moskva     | 2012–13             | Giải bóng đá ngoại hạng Nga     | 0            | 0            | 0       | 0         | –        | –         | 0         | 0         |
| Lokomotiv Moskva     | 2013–14             | Giải bóng đá ngoại hạng Nga     | 0            | 0            | 0       | 0         | –        | –         | 0         | 0         |
| Lokomotiv Moskva     | 2014–15             | Giải bóng đá ngoại hạng Nga     | 0            | 0            | 0       | 0         | 0        | 0         | 0         | 0         |
| Lokomotiv Moskva     | 2015–16             | Giải bóng đá ngoại hạng Nga     | 0            | 0            | 0       | 0         | 0        | 0         | 0         | 0         |
| Lokomotiv Moskva     | Tổng cộng           | Tổng cộng                       | 0            | 0            | 0       | 0         | 0        | 0         | 0         | 0         |
| Minsk                | 2016                | Giải bóng đá ngoại hạng Belarus | 30           | 2            | 4       | 0         | –        | –         | 34        | 2         |
| Minsk                | 2017                | Giải bóng đá ngoại hạng Belarus | 13           | 0            | 2       | 0         | –        | –         | 15        | 0         |
| Minsk                | Tổng cộng           | Tổng cộng                       | 43           | 2            | 6       | 0         | 0        | 0         | 49        | 2         |
| Anorthosis Famagusta | 2017–18             | Cypriot First Division          | 0            | 0            | 0       | 0         | –        | –         | 0         | 0         |
| SKA-Khabarovsk       | 2017–18             | Giải bóng đá ngoại hạng Nga     | 0            | 0            | 0       | 0         | –        | –         | 0         | 0         |
| Tổng cộng sự nghiệp  | Tổng cộng sự nghiệp | Tổng cộng sự nghiệp             | 43           | 2            | 6       | 0         | 0        | 0         | 49        | 2         |